# Pterogramma inconspicua
Pterogramma inconspicua är en tvåvingeart som först beskrevs av Malloch 1914.  Pterogramma inconspicua ingår i släktet Pterogramma och familjen hoppflugor. Inga underarter finns listade i Catalogue of Life.